# Scooby-Doo! Il mistero ha inizio
Scooby-Doo! - Il mistero ha inizio (Scooby-Doo! The Mystery Begins) è un film per la televisione del 2009 diretto da Brian Levant. È il prequel di Scooby-Doo (2002).
Il film ha avuto un sequel, Scooby-Doo! La maledizione del mostro del lago (2010).

## Trama
A Coolsville, Ohio, si tiene una fiera per l'adozione di animali domestici. Scooby-Doo è in adozione, ma nessuno lo vuole. Più tardi, sulla via del ritorno al canile, la gabbia di Scooby cade accidentalmente sulla strada e si rompe, senza che qualcuno se ne accorga. Cercando riparo da un temporale, si imbatte in un cimitero dove vede due fantasmi risorgere dalle loro tombe. Scooby va nel panico e scappa, finendo nella camera da letto di Norville "Shaggy" Rogers, un liceale costantemente vessato dai bulli e privo di amici. I due legano rapidamente e Shaggy adotta Scooby.
Più tardi, Shaggy cerca di portare Scooby sullo scuolabus, ma scoppia una rissa tra Shaggy, Scooby e alcuni bulli che fa schiantare l'autobus contro un'asta della bandiera, che cade sull'auto del vice preside Grimes, danneggiando il parabrezza. A causa della rissa sull'autobus e dei danni all'auto di Grimes, Shaggy viene mandato in biblioteca per la detenzione, insieme ad altri tre: Fred Jones, il quarterback della squadra di football; Velma Dinkley, una nerd della scienza; e Daphne Blake, una ricca studentessa appartenente a un club di recitazione. Si legano in qualche modo per un comune interesse per i misteri, ma si danno rapidamente sui nervi a vicenda. I fantasmi appaiono all'improvviso e li inseguono in palestra dove si sta svolgendo un raduno di incoraggiamento. Appare una figura mascherata con un mantello noto come Spettro, che chiede a tutti di andarsene. Il preside Deedle, collezionista di francobolli, decide di chiudere la scuola, ma Grimes lo considera uno scherzo e sospende il quartetto poiché si rifiuta di credere che ci siano fantasmi nella scuola.
La banda cerca di riabilitare i propri nomi indagando sui fantasmi della scuola, ma Shaggy e Scooby-Doo finiscono per essere rinchiusi nei congelatori della mensa. Vengono liberati la mattina successiva da Grimes, che trasforma la sospensione della banda in un'espulsione e minaccia di farli arrestare se vengono sorpresi a intrufolarsi di nuovo nella scuola. Supponendo che il bibliotecario e il bidello della scuola stiano cercando di chiudere la scuola dopo che Shaggy si è ricordato di averli sentiti lamentarsi, usano la conoscenza di Daphne dei costumi teatrali per intrufolarsi nella scuola, ma vengono esonerati quando Velma scopre che un libro di incantesimi è stato recentemente controllato da Grimes, facendogli pensare che Grimes sia il loro principale sospettato. Cercando di notte a casa di Grimes, scoprono che il cortile della scuola era un tempo utilizzato dalla Coolsville Academy, una scuola di preparazione che è stata distrutta durante un'alluvione lo stesso giorno in cui intendevano seppellire una capsula del tempo della storia della scuola; la banda conclude che i fantasmi stanno cercando di far chiudere la loro scuola in modo che possano cercare la capsula del tempo senza ostacoli. I fantasmi attaccano di nuovo e gli adolescenti vengono messi fuori combattimento. Lo Spettro, tenendo Scooby e Grimes come prigionieri, costringe la banda a cercare sottoterra per la capsula del tempo. Incapaci di trovare la capsula, ingannano lo Spettro facendogli scendere per portare la capsula fuori dal buco, ma il piano fallisce quando cercano di rinchiuderlo in una stanza allagata e lo Spettro acquisisce la capsula.
Rubando la capsula, la banda usa il libro degli incantesimi per bandire i fantasmi. Scooby si libera dalle sue restrizioni e arriva giusto in tempo per fermare lo Spettro, che si scopre essere il preside Deedle: aveva infatti scoperto che nella capsula era racchiuso un preziosissimo francobollo con un errore di stampa. Determinato a ottenerlo Deedle ha usato il libro degli incantesimi per evocare i fantasmi per far evacuare la scuola in modo da poter raggiungere il suo obiettivo.
Quando Deedle viene arrestato e mandato in prigione per i suoi crimini, il gruppo viene nuovamente iscritto alla Coolsville High e si congratula pubblicamente con Grimes, che diventa il nuovo preside e si scusa anche con la banda per averli accusati falsamente prima di annunciare la sepoltura ufficiale della capsula del tempo. Proprio mentre iniziano a scavare, Shaggy lancia accidentalmente la sua pala, che atterra sull'auto di Grimes, danneggiando ancora una volta il suo parabrezza. Invece di dargli una punizione, Grimes perdona Shaggy, affermando che gli incidenti accadono. Il gruppo decide di stare insieme e risolvere i misteri, e si dirigono a indagare su alcune strane vicende al museo di Coolsville.

## Produzione

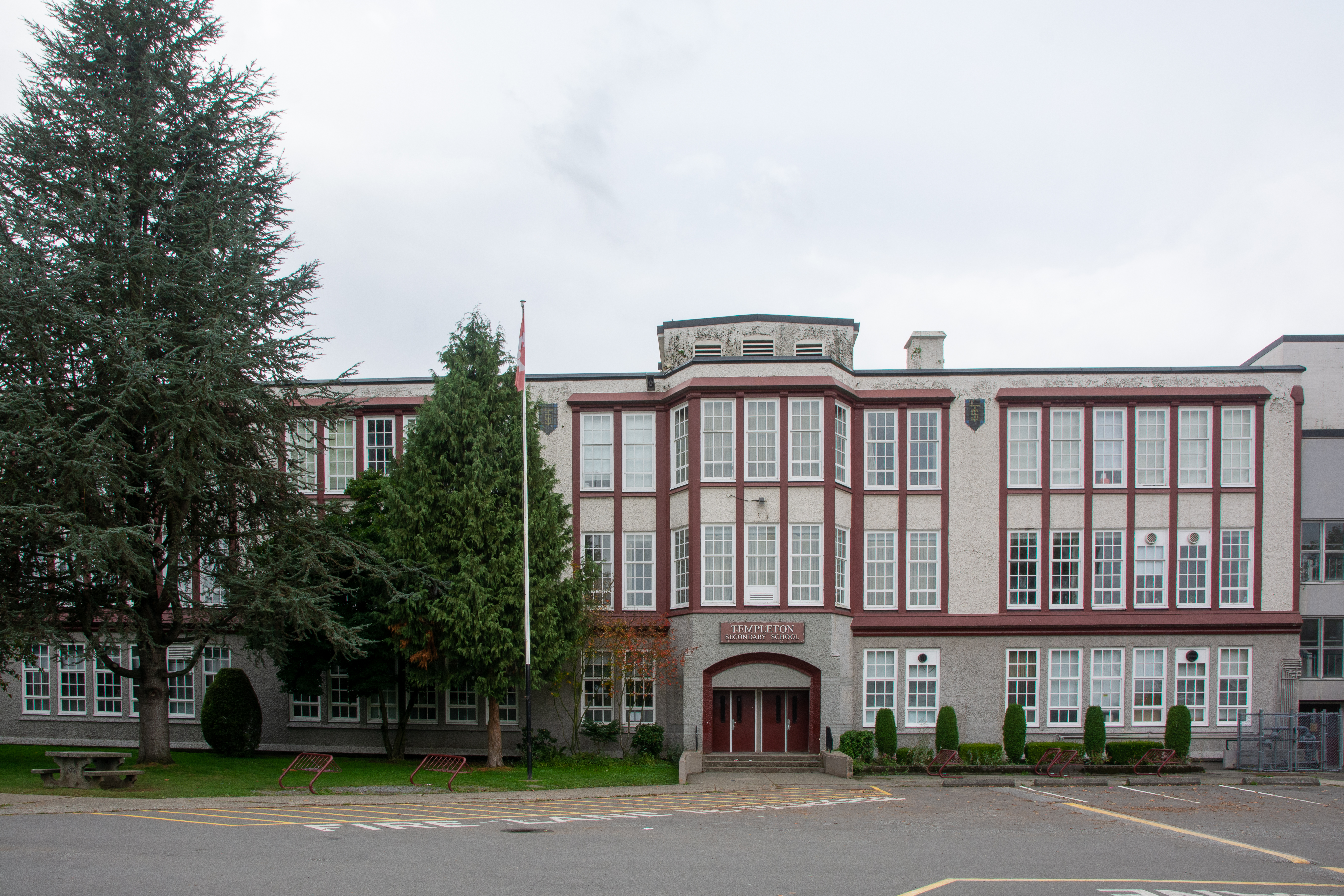
La Templeton Secondary School a Vancouver, uno dei luoghi in cui è stato girato il film.

Le riprese sono iniziate il 4 agosto 2008 ed il film è stato girato in Canada a Vancouver. La Templeton Secondary School è stata usata come uno dei luoghi per le riprese.